# Marias Pass

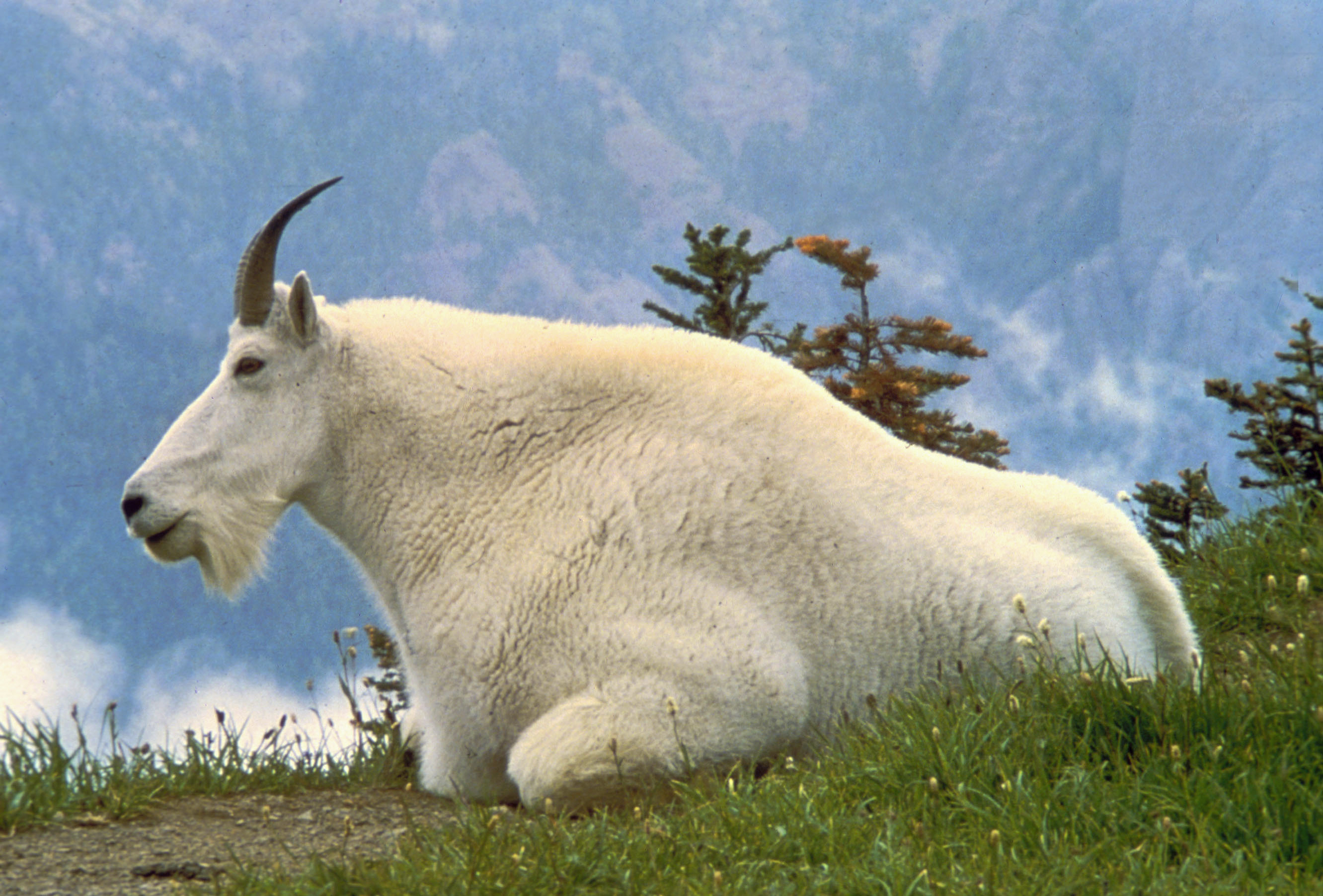
La fauna del Marias Pass e del limitrofo Glacier National Park: una Capra delle Montagne Rocciose.

Il Marias Pass (quota 1558 m). è un passo di montagna nel Montana, Stati Uniti, che permette di attraversare lo spartiacque continentale delle Americhe. Confina con il Glacier National Park.

## Storia
Il Marias Pass fu scoperto nel dicembre 1889 da John Frank Stevens (25 aprile 1853–2 giugno 1943), ingegnere ferroviario e progettista capo della compagnia ferroviaria Great Northern Railway. Da anni si sapeva di un valico nella zona, ma fu proprio Stevens, insieme alla sua guida indiana Coonsah a scoprirlo. La zona era ideale per il passaggio di una ferrovia, sia per la valle molto larga, che non avrebbe richiesto importanti manufatti quali ponti e gallerie, sia per la lenta e graduale ascesa verso la sommità. In effetti, in tutte le Montagne Rocciose, non vi è alcun altro valico più facilmente accessibile e più basso del Marias Pass.
I lavori per la ferrovia iniziarono da Fort Assinniboine il 1º agosto 1890, e furono completati due anni dopo. La presenza della Great Northern Railway diede impulso anche alla creazione del vicino Glacier National Park.
Attualmente, il valico è attraversato dalla U.S. Route 2 e dalla ferrovia BNSF Railway, compagnia ferroviaria erede della Great Northern Railway. La Amtrak attraversa la zona con il treno Empire Builder, che è dotato di apposite carrozze panoramiche per ammirare i ghiacciai presenti nella zona.
Sulla sommità del Marias Pass, oltre ad un obelisco, c'è anche una statua di John Frank Stevens.